# Teté Coustarot
Stella Maris Coustarot (General Roca, Provincia de Río Negro; 20 de junio de 1950), más conocida por su seudónimo Teté Coustarot, es una periodista, modelo y conductora argentina.
Actualmente conduce La Hora Exacta en Elnueve, ¡Qué noche, Teté! en Radio 10 y el programa de televisión TUC, 200 años de historia en América 24 y Canal 10.

## Biografía
Stella Maris Coustarot es hija del publicista Armando Coustarot y Alba Ugolini. Cursó la primaria y la secundaria, y se recibió de maestra. Estudió periodismo en la Universidad Nacional de La Plata. 
Comenzó a ser reconocida cuando fue elegida Reina de Belleza de la Manzana en Río Negro en 1966. En 1969 se convirtió en la primera ganadora del célebre concurso Miss Siete Días, organizado por la popular revista de ese nombre. Su belleza, refinamiento, porte y elegancia natural la convirtieron en una de las más importantes modelos argentinas de los años 1970 y parte de los 1980.
Tiene una hija, Josefina, nacida en 1978.

## Trayectoria

### Televisión

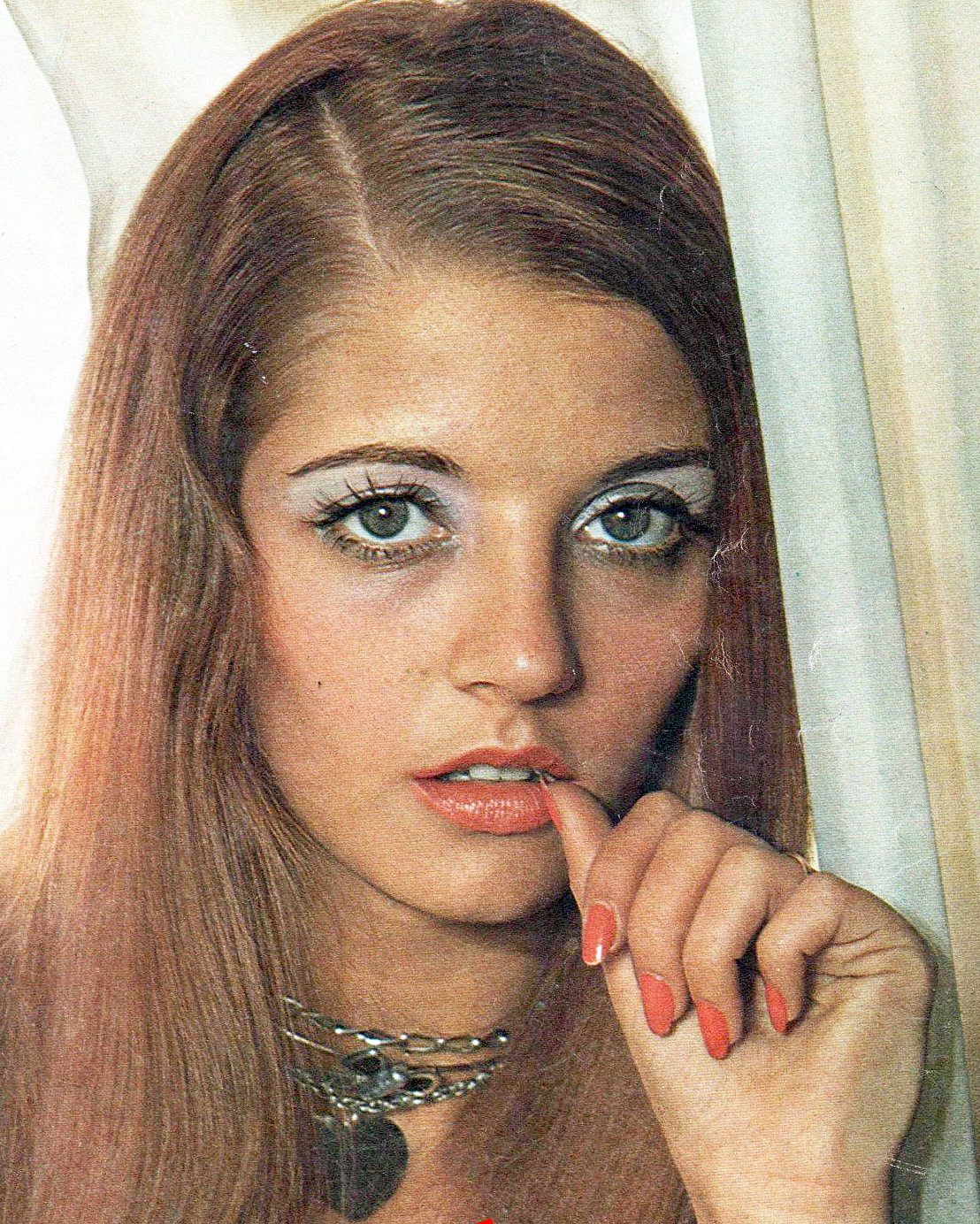
Teté Coustarot en 1970.

Canal 11
- Conversando con Teté
- Once Once

El Canal de la Mujer
- Teté

Telefe
- Siglo 20 cambalache

Canal 9
- Araca Teté
- La Hora Exacta[1]

Canal 13
La Feliz (2002)
- Nunca es tarde
- Los 8 escalones
- Mujeres

América TV
- América Noticias
- Noche de ronda

Crónica TV
- El pueblo quiere saber

TV Pública
- Cuéntame un poco más

A24
- TUC 200 años de historia

### Radio
Radio Mitre
- Teté

Radio Nacional
- Teté

Radio Del Plata
- Los secretos de la vida

Radio Continental
- Teté

Radio Belgrano
- La aldea

Radio 10
- ¡Que noche, Teté!

## Premios
- Premio Alicia Moreau de Justo.
- Nueve Martín Fierro (incluyendo en la edición 2010 el de Mejor labor de conducción femenina en radio por «Qué noche Teté», de Radio 10).
- Premio Konex - Diploma al Mérito: Conductora - 2001.[2]